# Paracorymbia fulva
Paracorymbia fulva es una especie de escarabajo de cuerno largo en la subfamilia Lepturinae. Se distribuye por el paleártico de Europa y oeste de Asia.
Miden unos 9-15 mm. Son estivales y florícolas. La especie es de color negro, con alas naranjas.